# Anny Ogrezeanu

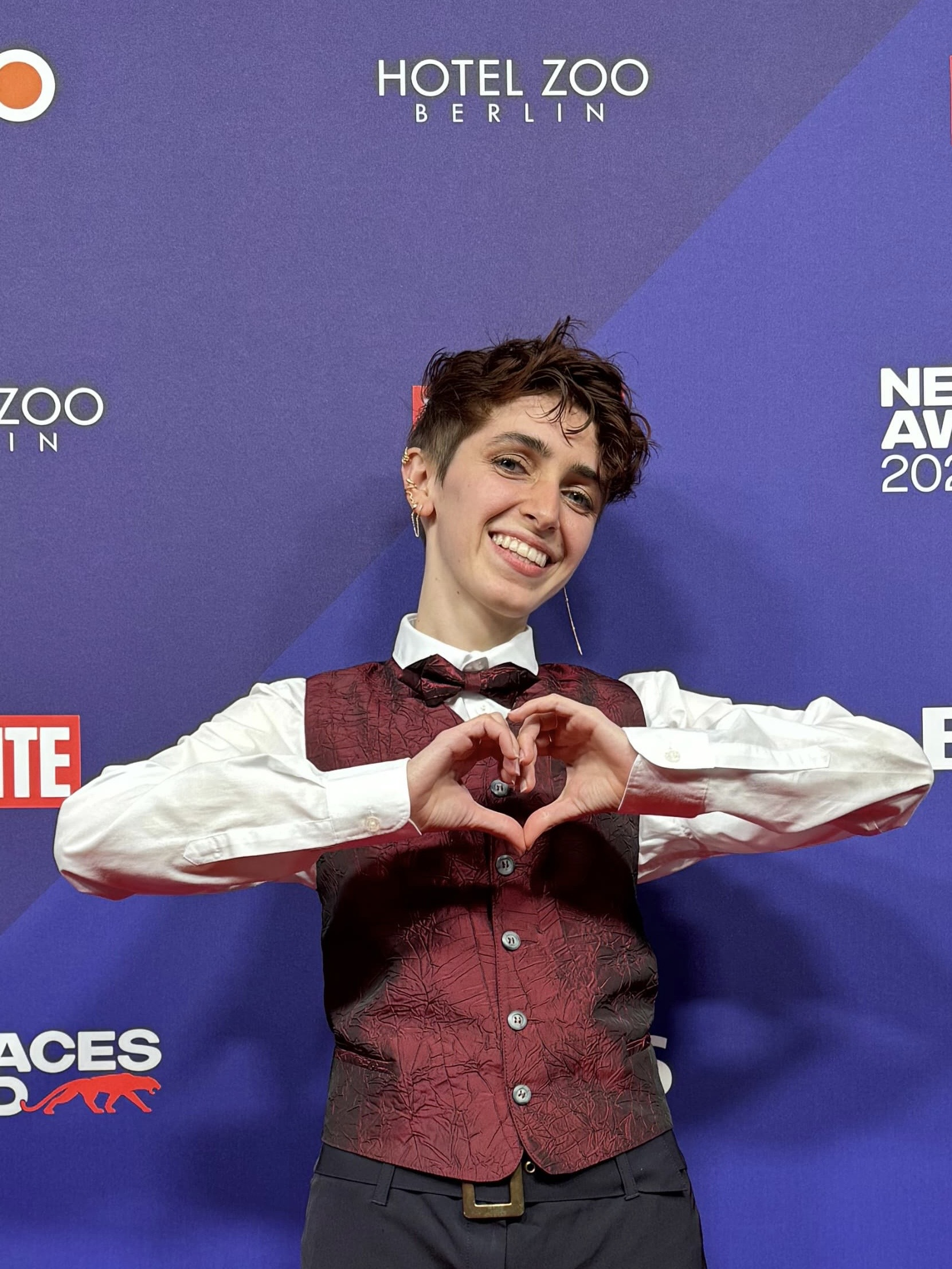
Anny Ogrezeanu beim Bunte New Faces Award Music 2024

Anny Ogrezeanu (* 24. Februar 2001 in Bonn) ist eine deutsch-rumänische Person, die 2022 die zwölfte Staffel der Gesangs-Castingshow The Voice of Germany gewann.

## Leben
Anny Ogrezeanu wuchs in der Gemeinde Wachtberg bei Bonn auf und lebte dort bei der rumänischen Mutter. Ogrezeanu bezeichnet sich als nichtbinär, ordnet sich also keinem Geschlecht zu. Während der Schulzeit besuchte Ogrezeanu das Amos-Comenius-Gymnasium in Bad Godesberg.
Als ehrenamtliches Mitglied der Fluthelfergruppe Team Ballern half Anny Ogrezeanu ab Sommer 2021 im von der Flutkatastrophe betroffenen Ahrtal.
Im Dezember 2024 wurde das erste eigene Musikstück mit Out to Get Us veröffentlicht, das davon handelt, die eigene Individualität abseits von Geschlechterstereotypen ausleben zu dürfen.

### Gewinn von The Voice of Germany 2022
2022 sang Ogrezeanu in den „Blind Auditions“ der zwölften Staffel von The Voice of Germany den Song I Will Always Love You und wählte Mark Forster als Coach. In der nächsten Phase, den „Battles“, sang Ogrezeanu mit Samuel Franklin (I’ve Had) The Time of My Life. Sie führten auch die bekannte Dirty-Dancing-Hebefigur auf. Ogrezeanu wurde bis ins Finale gewählt und siegte dort in der Televoting-Abstimmung mit 41,61 %.
Nach dem Gewinn veröffentlichte Calum Scott mit Ogrezeanu das Duett Run with Me, welches Platz 1 der iTunes-Charts erreichte und in Deutschland und der Schweiz in die offiziellen Charts kam.

## Diskografie
Singles
- 2022: Run with Me (Calum Scott featuring Anny Ogrezeanu)[10]
- 2024: Out To Get Us[11] (Out To Get Us (Official Video) auf YouTube, 1. Dezember 2024, abgerufen am 1. Dezember 2024.)
- 2025: Clown (Cover)[12]
- 2025: Light On[13]
- 2025: Try Anyway[14]
- 2025; Kailey[15]